# District d'Erfurt
Ne doit pas être confondu avec District d'Erfurt (1816-1945).
Le district d’Erfurt était l'un des 15 Bezirke (districts) de la République démocratique allemande, nouvelles subdivisions administratives créées lors de la réforme territoriale de 1952 en remplacement des cinq Länder préexistants. Ces districts furent à leurs tours dissous en 1990, en vue de la réunification allemande et remplacés par les anciens cinq Länder reconstitués, dont le district d'Erfurt constitue la partie nord-ouest de l'actuel Land de Thuringe.
Immatriculation automobile : L, F

## Géographie
Le district d’Erfurt recouvrait une superficie de 7 325 km2, s'étendant du nord de la Thuringe à la Thuringe Moyenne et comprenant d'importants espaces naturels allemands, comme le bassin de Thuringe et l’Eichsfeld, le Hartz méridional et la Forêt de Thuringe.
Il était frontalier au Nord du district de Magdebourg, au Nord-est du district de Halle, à l'est et au sud-est du district de Gera, au Sud le district de Suhl. La frontière intérieure allemande le séparait à l'ouest de la République fédérale d'Allemagne et plus précisément des Länder de Hesse à l'ouest et de la Basse-Saxe au Nord-ouest.

## Démographie
- 1 240 400 hab. en 1989

## Structure administrative
Le district comprenait :
- Les villes-arrondissements (Stadtkreis) de :

1. Erfurt
2. Weimar

- Les arrondissements-ruraux (Landkreis) de :

1. Apolda
2. Arnstadt
3. Eisenach
4. Erfurt-Campagne
5. Gotha
6. Heiligenstadt
7. Langensalza
8. Mühlhausen
9. Nordhausen
10. Sömmerda
11. Sondershausen
12. Weimar-Campagne
13. Worbis

## Gouvernement et les dirigeants du SED

### Premier secrétaire duSEDpour le district
- 1952–1953 Erich Mückenberger (1910–1998)
- 1953–1957 Hans Kiefert (1905–1966)
- 1957–1958 Hermann Fischer (1911–1967)
- 1958–1980 Alois Bräutigam (1916-)
- 1980–1989 Gerhard Müller (1928-)
- 1989–1990 Herbert Kroker (1929-)

### Président du conseil de district
- 1952–1962 Willy Gebhardt (1901–1973)
- 1962–1985 Richard Gothe (1928–1985)
- 1985 Horst Lang (1938-)
- 1985–1990 Arthur Swatek (1932–1990)
- 1990 Horst Lang (1938-)
- 1990 Josef Duchač (1938-) (mandataire du gouvernement)